# Colombine (oiseau)
Pour les articles homonymes, voir Colombine.
Taxons concernés
Dans la famille des Columbidae les genres :
- Chalcophaps
- Geophaps
- Henicophaps
- Phapsmodifier

Colombine est le nom vernaculaire d'une quinzaine d'espèces d'oiseaux de l'ordre des Columbiformes vivant en Australie, Inde et Indonésie.

## Liste des espèces
D'après la classification de référence (version 2.2, 2009) du Congrès ornithologique international (ordre alphabétique) :
- Colombine à front blanc – Henicophaps albifrons
- Colombine arlequin – Phaps histrionica
- Colombine d'Étienne – Chalcophaps stephani
- Colombine de Nouvelle-Bretagne – Henicophaps foersteri
- Colombine de Smith – Geophaps smithii
- Colombine des rochers – Petrophassa albipennis
- Colombine du Pacifique – Chalcophaps longirostris
- Colombine élégante – Phaps elegans
- Colombine longup – Ocyphaps lophotes
- Colombine lumachelle – Phaps chalcoptera
- Colombine marquetée – Geophaps scripta
- Colombine plumifère – Geophaps plumifera
- Colombine rufipenne – Petrophassa rufipennis
- Colombine turvert – Chalcophaps indica
- Colombine wonga – Leucosarcia melanoleuca